# حي السيدة زينب (مسلسل)
حي السيدة زينب هو مسلسل دراما مصري من إخراج محمد النقلي وبطولة سوسن بدر، محمود عبد المغني، لبنى ونس، فراس سعيد، أشرف عبد الغفور وريهام سعيد.

## نبذة
المسلسل يتحدث عن 3 أجيال مختلفة، الجيل الأول يتمثل في الشيخ الشربيني، والجيل الثاني يتمثل في أولاده «فراس سعيد، محمود عبد المغني وأحمد وفيق»، أما الجيل الثالث فهم أحفاد الشيخ، حيث يناقش المسلسل فكرة العائلة. يترك الشربيني بيت العائلة في رحلته السنوية للبحث عن اليقين والتقرب الى الله في خلوته التي لا يعلم أحد مكانها، تاركا ورائه صراعا كبيرا على السلطة والمكانة.
وحول الفكرة العامة لمسلسل «حي السيدة زينب» يقول محمد درويش: «المسلسل اجتماعي من الدرجة الأولى، حيث يناقش قضية مهمة جدا وفايتانا بقالها كتير، بيناقش فكرة العيلة، وأن في أي مشكلة بيساعدوا بعض، أما فكرة الدين فتتمثل في أننا في المواقف الكبيرة أو في أي موضوع علينا الرجوع إلى الدين هنلاقي كل الإجابات اللي محتاجينها، ودي رسالة مهمة جدا بيوصلها المسلسل، وبقت قليلة جدا في الدراما».

## طاقم العمل
- سوسن بدر- سليلة أم شاكر.
- محمود عبد الغني - شاكر.
- لبنى ونس.
- أحمد وفيق - دكتور مفيد.
- فراس سعيد - عبده.
- أشرف عبد الغفور.
- عبير منير - هبة.
- ريهام سعيد - سمية.
- ليلى عدنان - لبنى.
- هايدي رفعت - سمر.
- حجاج عبد العظيم.
- دينا - قدرية أم ليلى.
- ليلى عز العرب - شادية.
- سامي مغاوري - الشربيني.
- حسام داغر -  أبو المكارم.[3]